# Јелко Кацин
Јелко Кацин (Цеље, 26. новембар 1956) је словеначки научник у области одбране, политичар и дипломата који је обављао функцију министра одбране Словеније од 29. марта 1994. до 27. фебруара 1997.
Осим ове функције, био је министар информисања, посланик у Скупштини Словеније, посланик у Европском парламенту и стални представник Словеније при НАТО савезу.